# Tutti i brividi del mondo
Tutti i brividi del mondo è un album in studio della cantante italiana Anna Oxa, pubblicato il 26 giugno 1989 dalla CBS.

## Descrizione
L'album contiene Tutti i brividi del mondo, singolo di successo dell'estate. Altri brani sono Elena dedicata alla madre, e Fotografando (Questa porta aperta), L'ombra, Telefonami, utilizzata come promo radiofonico,  e Più su. L'album contiene inoltre il duetto con Fausto Leali Avrei voluto con il quale parteciparono all'Eurovision Song Contest 1989.

## Tracce
Testi di Franco Ciani e Vittorio De Scalzi, eccetto dove indicato, musiche di Gianni Belleno e Vittorio De Scalzi, eccetto dove indicato.
1. L'ombra – 5:04
2. Tutti i brividi del mondo – 4:50
3. Fotografando (questa porta aperta) – 4:37
4. Elena – 4:40 (testo: Franco Ciani, Fabrizio Berlincioni, Vittorio De Scalzi – musica: Franco Fasano)
5. Telefonami – 5:05
6. Più su – 4:52
7. La statua – 6:06
8. Avrei voluto (duetto con Fausto Leali) – 3:00 (testo: Franco Ciani, Fabrizio Berlincioni – musica: Franco Fasano)

## Formazione
- Anna Oxa – voce, cori
- Pier Michelatti – basso
- Lele Melotti – batteria
- Fio Zanotti – tastiera, pianoforte
- Rilly – programmazione
- Paolo Gianolio – chitarra, programmazione, tastiera
- Alex Bagnoli – tastiera, programmazione
- Mario Arcari – oboe
- Rudy Trevisi – sax
- Gianni Belleno, Vittorio De Scalzi, Giorgio Usai – cori